# Escut de Montmajor

Escut oficial de Montmajor

L'escut oficial de Montmajor té el següent blasonament:
Escut caironat: de gules, un món creuat d'or cintrat d'atzur, acompanyat d'un brau de sable al cap, d'una mitra d'argent franjada d'or a la destra i d'un bàcul de bisbe d'or posat en pal a la sinistra. Per timbre una corona mural de poble.

## Història
Va ser aprovat el 5 de juny de 1986 i publicat al DOGC el 12 de setembre del mateix any amb el número 739.
El món és un element parlant referent al nom del poble. Els elements del voltant (el toro, la mitra i el bàcul) són els atributs del patró de la localitat, sant Sadurní, bisbe de Tolosa que, segons la tradició, fou objecte de martiri lligant-lo a un bou que el va arrossegar per terra.